# Спессотто, Санти
Санти Спессотто Дзамунер (итал. Santí Spessotto Zamuner; 28 января 1923, Мансуе, Италия — 14 июня 1980, Сан-Хуан Нонуалько, Сальвадор) — итальянский католический священник, член францисканского ордена. Приняв постриг, взял монашеское имя «Косме» (Cosme) и был в 1950 году отправлен в Сальвадор, где он помогал верующим в миссии евангелизации и строительства церквей.
Спессотто, как и архиепископ Сан-Сальвадора Оскар Ромеро, выступал против социальной несправедливости, насилия и нарушения прав человека со стороны правящей сальвадорской хунты, за что получал угрозы смерти. Он был застрелен выстрелом в упор перед мессой в 1980 году.
Процесс его канонизации начался в 1999 году при Папе Римском Иоанне Павле II, когда он был причислен к слугам Божьим (первая ступень канонизации).

## Биография
Спессотто родился 28 января 1923 года в Тревизо в крестьянской семье и был крещён 30 января. Его тётя по отцу, собиравшаяся стать монахиней, но ушедшая из послушниц из-за заболевания костей, обучала своих племянников катехизису и рассказывала им истории о святых. Спессотто прошёл конфирмацию в 1932 году, а с 1933 года стал готовиться к роли священника.
16 сентября 1939 года он начал свое послушничество во францисканском ордене под церковным именем «Косме» (Косьма) в Виченце в уединённом монастыре на вершине холма, где он жил по заветам святого Франциска Ассизского. Он провел 1940 год в изучении гуманитарных наук в монастыре Сан-Антонио-де-Гемуя в Удине, однако из-за начавшейся Второй мировой войны учащихся монастыря в перевели в Падую в монастырь Сан-Франческо. Последние месяцы его философской подготовки прошли в условиях частых бомбардировок, а во время богословских изысканий в Сан-Вито-аль-Тальяменто ему была сделана операция на язву без анестезии.
Спессотто был рукоположен в священники 27 июня 1948 года и намеревался отправиться с миссией в Китай, но мать запретила ему из-за трений церкви с пришедшими там к власти в 1949 году коммунистами. Его желание проповедовать в Африке также не реализовалось.
В итоге три священника — в том числе Спессотто — были отправлены миссионерами в Сальвадор, покинув порт Генуи 9 марта 1950 года и прибыв в Центральную Америку 4 апреля 1950 года.

## Служение в Сальвадоре
Спессотто поначалу был назначен нуждавшийся в священнике приход Сан-Педро-Нонуалько, департамент Ла-Пас, а затем он был переведён в приход Сан-Хуан Нонуалько, куда 8 октября 1953 года прибыл по бездорожью весь в пыли на мотороллере Vespa, после чего посещал дом за домом, чтобы познакомиться с местными жителями.
Фрей Косме помогал в восстановлении церкви, разрушенной в результате землетрясения было в 1930-е годы, а также активно участвовал в строительстве новой церкви, начавшемся 2 июня 1960 года. Он помогал больным в своём приходе и беднякам во всей округе, а также собирал средства на строительство школы и поликлиники.
Спессотто разоблачал преступления со стороны правящей хунты, военных и ультраправых «эскадронов смерти», особенно после убийства иезуитского священника Рутилио Гранде. Из-за его оппозиции режиму он неоднократно получал угрозы расправы. Он также призывал к миру в условиях надвигавшейся гражданской войны в Сальвадоре. Когда партизаны как-то заняли церковь и захватили несколько священников в заложники, Спессотто провёл успешные переговоры об их освобождении.
В мае 1980 года он был госпитализирован из-за осложнений с печенью, но в итоге ему был поставлен диагноз лейкемия.
14 июня 1980 года он был застрелен в упор около 7:00 вечера в своём приходе Сан-Хуан Нонуалько у алтаря во время приготовлений воскресной вечерней мессы; перед смертью он успел получить от отца Филиберто-дель-Боско последнее причастие и сказать, что прощает своих палачей. В тот день он уже отслужил мессу по убитому студенту.
Предчувствуя своё мученичество, в предсмертном завещании он призывал своих прихожан быть «храбрыми солдатами Христа».

## Процесс беатификации
Процесс беатификации был начат в Сакатеколуке с декларации «Nihil obstat» («ничто не препятствует») 17 июля 1999 года. Епархиальный процесс проходил с 14 июня 2000 по 14 июня 2001 года (14 июня — дата смерти покойного священника).
Процесс был утверждён в Риме 4 апреля 2003 года Конгрегацией по канонизации святых.